# Hieracium angustisquamum
Hieracium angustisquamum là một loài thực vật có hoa trong họ Cúc. Loài này được (Pugsley) Pugsley mô tả khoa học đầu tiên năm 1942.